# Имамбердиев, Зафар Балтабаевич
Зафар Балтабаевич Имамбердиев — советский узбекистанский хозяйственный деятель, Герой Социалистического Труда.

## Биография
Родился в 1926 году на территории современного Задарьинского района Наманганской области. Член КПСС.
В 1941—1986 — колхозник, звеньевой, бригадир колхоза «Гигант» Задарьинского района Наманганской области.
Указом Президиума Верховного Совета СССР от 20 февраля 1978 года присвоено звание Героя Социалистического Труда с вручением ордена Ленина и золотой медали «Серп и Молот».
Умер после 1986 года.

## Награды и звания
- Герой Социалистического Труда (20.02.1978)
- Орден Ленина (11.01.1957, 20.02.1978)